# Cobham (Surrey)
Cobham ist eine Stadt im Verwaltungsbezirk Elmbridge in der Grafschaft Surrey.
Cobham liegt 32 Kilometer südwestlich von London und geht auf eine römische Siedlung zurück. Cobham liegt in unmittelbarer Nähe der ehemaligen Rennstrecke von Brooklands. Diese Nähe sorgte für wirtschaftliche Bezüge zum Motorsport. Von 1933 bis knapp vor dem Zweiten Weltkrieg produzierte Railton dort Automobile. In den 1960er- und 1970er-Jahren produzierte Huron Formel-Ford- und Formel-Atlantic-Rennfahrzeuge. Auch Invicta Car und Silver Hawk Motors hatten Produktionsstätten in dieser Stadt. Der Fußballclub FC Chelsea hat in Cobham seine Trainingsanlagen.
Cobham liegt an der A307 und über den Bahnhof von Cobham & Stoke erreicht man den Londoner Bahnhof Waterloo.

## Söhne und Töchter der Stadt
- Malcolm Arbuthnot (1877–1967), Fotograf, Bildhauer und Maler, Vertreter des Piktorialismus
- Christopher Causton (* 1946), kanadischer Politiker
- Jilly Curry (* 1963), Freestyle-Skierin
- Kenneth McAlpine (1920–2023), Autorennfahrer
- Fred Stedman (1870–1918), Cricketspieler